# TWA Flight Center

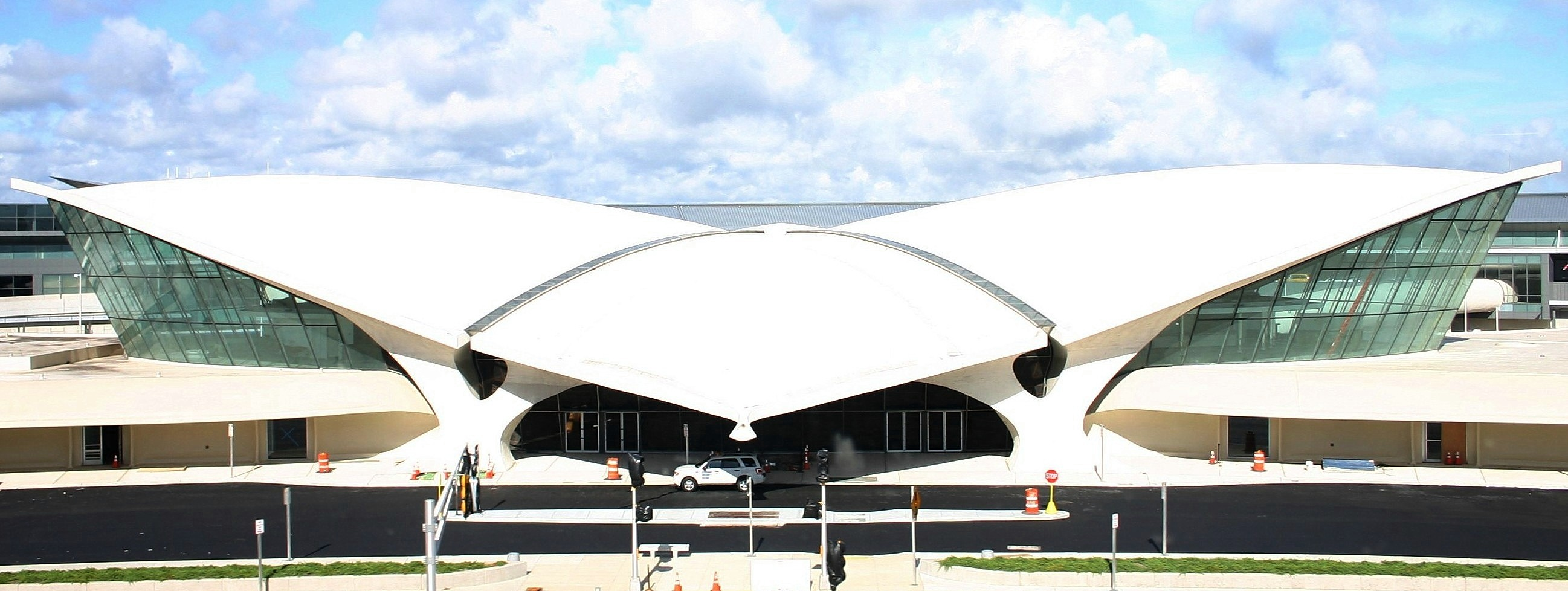
TWA Flight Center, Landseite

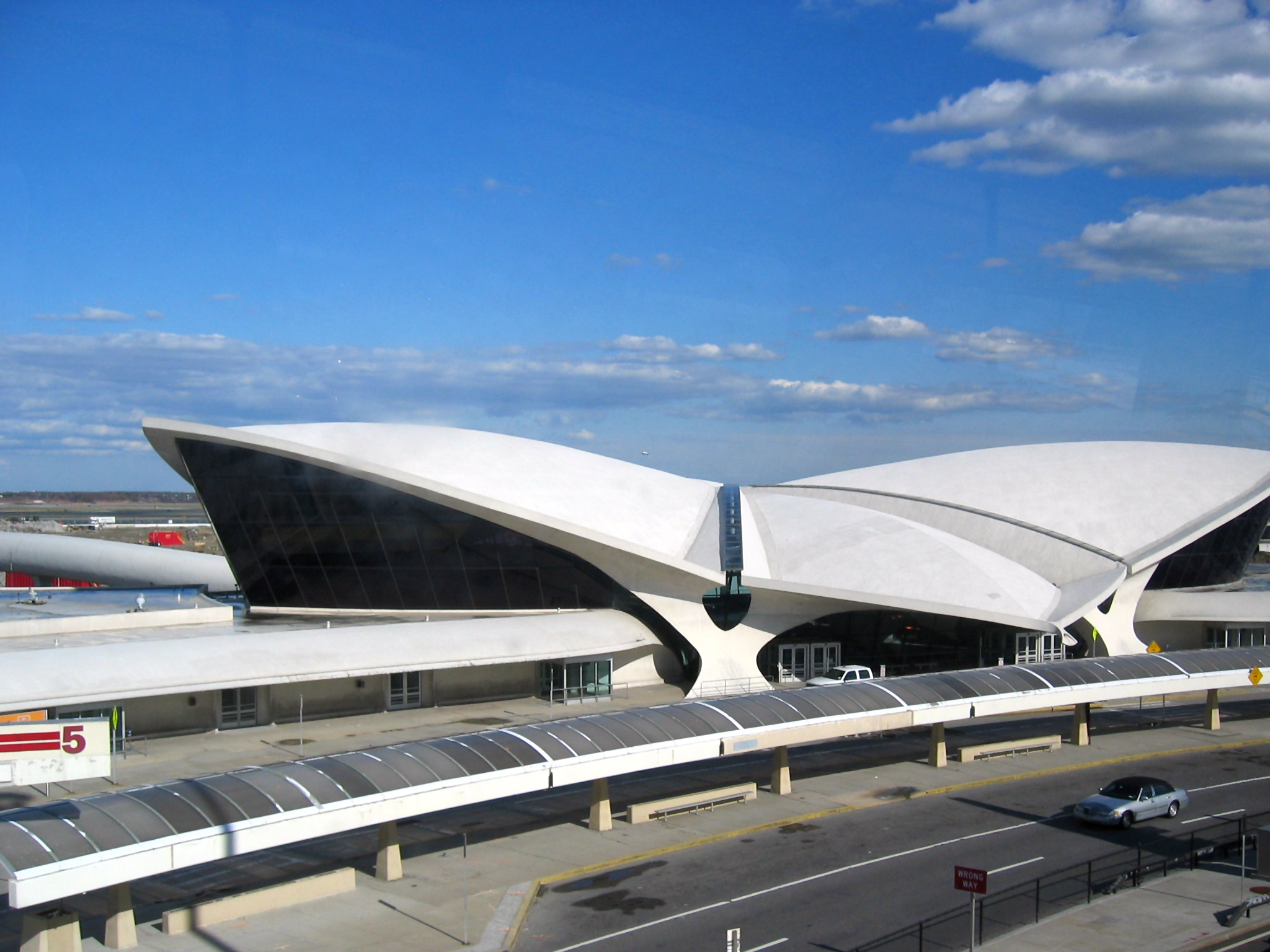
TWA Flight Center, Seitenansicht

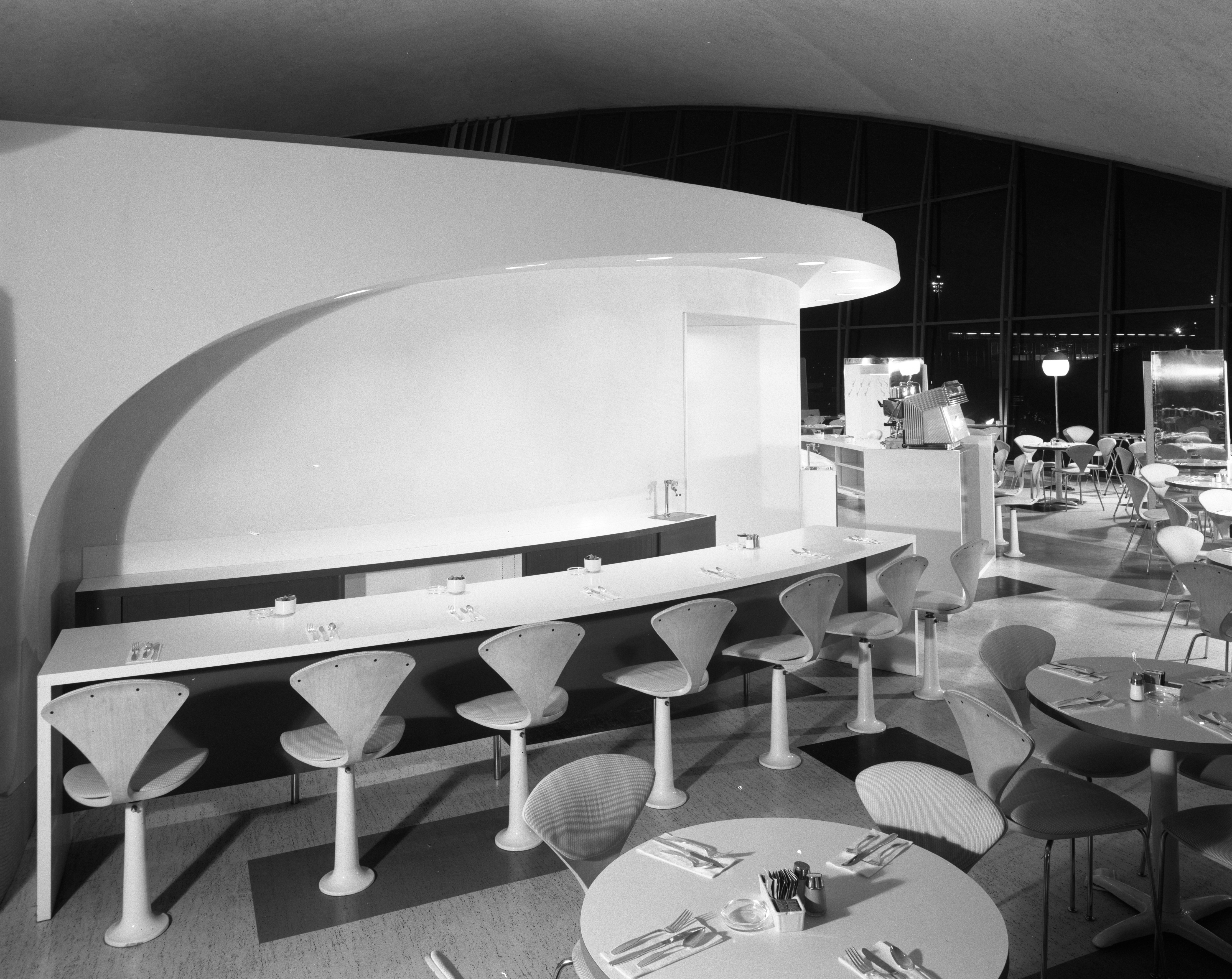
Von Raymond Loewy entworfener Innenraum

Das TWA Flight Center ist das alte Terminal 5 des Flughafens John F. Kennedy in New York.
Das nach dem Entwurf von Eero Saarinen für die Trans World Airlines (TWA) gebaute Terminal wurde am 28. Mai 1962 eröffnet. In Anbetracht des einsetzenden Massentourismus entwickelte Saarinen das Terminal, um die immer zahlreicheren Passagiere aufnehmen zu können. Das TWA Flight Center sollte dank seiner technischen Ausstattung eine ebenso rasche wie reibungslose Passagierabfertigung sicherstellen. Die äußere Erscheinung der Flughafenhalle evoziert einen großen Vogel mit ausgebreiteten Schwingen. Nach Ansicht des Architekten Meinhard von Gerkan sieht sie aus „wie ein Flugdinosaurier, wunderbar“. Saarinen entwarf vier Tonnengewölbe aus Stahlbeton nach rein formalen Gesichtspunkten und ohne Rücksicht auf das ideale statische Tragverhalten der Gewölbe. Das Bauwerk entspricht so in keiner Weise jenen schlanken Schalentragwerken, die Ingenieure wie Torroja, Nervi, Candela und Catalano damals entwarfen, um Räume mit einem Minimum an Material zu überspannen. Die Bauherrin vermarktete das Terminal von der ersten Bekanntmachung am 12. November 1957 an intensiv. Diese heute übliche Verbindung von Architektur und Marketing war damals neu.
Nach der Übernahme von TWA durch American Airlines 2001 wurde das Terminal aufgrund seiner betrieblichen Unzulänglichkeit geschlossen und war danach nur noch für einige Ausstellungen öffentlich zugänglich. Spätestens als ab 1970 die ersten Großraumjets abgefertigt werden mussten, erwies sich die Abflughalle nämlich als ungeeignet für die Aufnahme der immer zahlreicher werdenden Passagiere. Das erkannte schließlich auch die Billigfluglinie JetBlue, die 2008 auf dem Vorfeld des TWA Flight Center nach Plänen des Büros Gensler ein neues Abfertigungsgebäude errichten ließ. Dieses Vorhaben rief erhebliche Proteste hervor, weil man dadurch eine Entwertung des alten Terminals befürchtete. Dennoch mussten die Abfluggates des TWA Flight Center dem Neubau weichen, das Hauptgebäude blieb derweil stehen. Diskussionen um eine Übernahme durch JetBlue endeten erfolglos. Saarinens Abflughalle ist mit den heutigen betriebstechnischen Anforderungen der Zivilluftfahrt nicht zu vereinen. 
Das TWA Flight Center steht seit 1994 unter Denkmalschutz, seit 2005 ist es im National Register of Historic Places eingetragen. 2012 wurde das Terminal nach denkmalpflegerischen Gesichtspunkten renoviert. Seit der Stilllegung 2001 prüfte die Flughafenbehörde verschiedene neue Nutzungen. Erst 2015 wurde bekannt, dass Jetblue und ein Hotelentwickler die Rechte zur Umnutzung erhalten sollen. Das TWA Hotel wurde im Mai 2019 eröffnet.